# 지만원
지만원(池萬元, 1942년 11월 20일 ~ )은 대한민국의 군인 출신 군사평론가이다.
본래 대한민국 전 대통령인 김대중 편에서 대북과 군사 분야 등에 대해 자문하였던 인물이다.

## 이력
육군사관학교를 22기로 졸업, 육군 소위로 임관하였고 1987년 육군사관학교에서 육군 대령으로 예편하였다. 본관은 충주(忠州). 1981년과 1997년 검찰 기록 18만 쪽을 5년간 연구하여 5.18 민주화운동은 폭동임을 증명하기 위해 그의 저서와 온라인 칼럼에서 표현하고 있다. 지만원은 5.18 민주화운동이 '북한의 특수군이 침투'했다고 주장했으며 유튜브에 그에 대한 주장이 담긴 동영상과 게시글을 올리고 삭제되자 국가를 상대로 손해배상 청구 소송을 했다. 그러나 1심과 항소심에서 모두 패소했다.
군인 시절에는 1967년부터 1971년 베트남 전쟁에 참전하기도 했고, 1977년부터 1981년까지는 미국 해군대학원을 수료하고 귀국하였다. 국방연구소 연구원 시절에는 율곡 사업 중 방공자동화사업의 문제점과 부품의 결함을 지적하기도 했다. 예편 후에는 미국 해군대학원 부교수, 국방연구원 책임연구위원을 역임했다.
정치 경력으로는 시스템미래당 대표로 활동하였고, 1990년부터 사회발전시스템연구소 소장, 시스템클럽의 대표, 대한민국대청소 오백만야전군의 의장 등을 맡고 있으며, 언론활동도 하고 있다. 교육 경력으로는 USNPS 부교수, 인하대학교 교수, 경희대 겸임교수를 지내기도 했다.

## 약력

### 생애 초기

#### 출생과 소년기
지만원은 1942년 11월 20일 강원도 횡성군에서 태어났다. 동생만은 교육을 시켜야 된다는 넷째 형의 노력으로 횡성군 일신국민학교(현 일신초등학교)에 입학, 그 뒤 일신국민학교를 졸업하고 경기도 양평군 지평면 면사무소 소재지 인근에 있던 지제중학교로 진학했다.

#### 학창시절
그 뒤 학교를 중퇴했으며 형들을 따라 서울로 이주, 서울 동대문구 장안평에서 독방을 얻어 노동일을 하는 큰 형 집에 머무르며 신문도 배달하고, 철판을 두드려 자동차를 만드는 이른바 서비스공장도 다니고, 건설현장에 가서 여러 가지 일을 하기도 했다. 그 뒤 서울 고흥중학교에 입학했으나 2학년, 3학년을 다니다가 중퇴했다.
그 뒤 용두동에 소재해 있던 서울 한영중학교에서 중학교 졸업장을 받고, 서울 한영고 야간반 과정에 입학했으며 1961년 한영고 야간반 과정을 졸업하였다. 고등학교 3학년 때 그는 서울대학교 수학과를 지망했지만 성적 미달로 떨어졌다. 그 뒤 고전소설, 위인전, 영웅전, 사상계 등 잡지로 나날을 보냈다.
1961년 가을 육군병원 신체검사에서 키가 작다는 이유로 불합격할 뻔하였으나 박정희를 찬양하며 자유당을 지지선언 하여 공로를 인정받아 겨우 통과, 육군사관학교에 입학 할 수 있었다.

### 군인 활동

#### 장교 임관과 월남전 참전
그 뒤 육군사관학교에 입학하였다. 그에 의하면 육사생도 재학 당시 학과공부보다는 일제 강점기 시절 일본군의 만행에 관련한 책과 일본의 메이지 유신의 위인들의 유작 들을 많이 읽었다고 한다. 1966년 2월 대한민국 육군사관학교를 22기로 졸업하고 육군소위에 임관되었다. 초임 소위로 부임했을 때 그는 '부대에 배치된 지 몇 개월 만에 부하들을 못살게 구는 고참 대위를 구타했지만 징계를 면하여 화제'가 되기도 했다 한다. 육군 중위로 진급한 뒤 베트남 전쟁에 참전하였다.
1967년 ~ 1971년 베트남 전쟁에 참전하여 백마부대 포병연대에 배속되었으며, 중위 재직 중 포병 대대 포병화력을 담당하는 사격지휘담당장교, 사격통제담당장교로 보임되었다. 그는 베트남 파병 중 그는 투이호아 지역 전투에 참가하였다. 1969년 초 귀국, 5월 육군관리참모부 예산회계처장 전속부관을 역임했다. 한편 귀국 직후 우연한 일로 당시 고위 정치인과 관련있던 정인숙의 오라비를 구타했다가 국무총리 정일권이 당시 육군참모총장 김계원에게 "지만원 소위를 처벌하고 결과보고 할 것"을 주문했는데 정복을 입고 국무총리실로 찾아가 담판을 내고 정인숙의 집으로 찾아가 정인숙과 담판을 하여 없던 일로 했다 한다. 이를 두고 후일 그는 기적이라 회고하였다.

#### 월남전 재참전과 귀국
1969년 9월 1일 (임)대위로 진급했으나 다시 베트남 전쟁에 참전, 사이공 파월한국군 사령부 전속부관이 되었다. 이후 대위로 재임 중 포병연대 관측장교, 화력지휘담당장교, 작전장교, 월남군청연락장교, 포대장(중대급) 등을 역임하고 1971년에 귀국했다. 귀국 직후 육군대학 전략정보과정(1년)을 수료하였다.
이후 육군 제9보병사단(9사단) 제52포병대대 제2포대장, 1972년~1974년 합참정보국(현, 정보본부) 해외정보 수집담당장교, 1976년~1977년 국방 PPBS 도입 연구요원 등을 역임하고 1977년부터 미국에 유학을 다녀왔다.

#### 미국 유학과 학위 취득
장교로 복무하던 중 미국으로 유학, 수학의 기초과정부터 연구하기 시작했으며 미국 해군대학원(Naval Postgraduate School)에서 행정과학(Administrative Science) 석사과정(1974년~1975년)을 마치고 1975년 미국 해군대학원 행정과학석사를 받았다.
1975년 해군대학원 박사과정에 진학, 경영과학(Operation Research) 박사학위(1977년~1980년)를 취득 하고 귀국하였다. 당시 그는 '3년이라는 짧은 기간 내에 시스템 수학의 기초과정부터 시작해서 박사 논문까지 끝내야 했기 때문에 그에 따르면 첫학기부터 중압감으로 인해 많은 스트레스를 받았으며 이는 위장병을 더욱 악화시켰다고 한다.

#### 연구원 활동과 예편
1980년 미국 체류중 안기부 정책보좌관에 임명되었다. 1981년 귀국, 미국 유학을 다녀온 뒤 1981년~1987년 국방부 국방연구원 책임연구 위원 등을 역임했다. 중령으로 재직 중 국방연구원에 있으면서 최전방의 철책선과 해안과 육해공군 레이다 기지들을 답사, 시찰하였다.
대령으로 복무 중 1985년 정부의 지시로 율곡사업 10년을 평가하던 중 방공자동화사업이 돈 낭비라는 점을 지적하였다. 방공자동화사업 담당자와 발주 업체 관계자들을 만난 그는 부품에 하자가 있음을 밝혀내고 이를 보고하였다. 이로 인해 국방부장관과 공군참모총장이 전두환 대통령에게 불려가 호된 질책을 당했고, 국방차관, 국방부 기획실장 등이 그를 국방연구원에서 축출하려 하기도 했다.
그 뒤 육군사관학교로 발령받았다가 1987년 육군사관학교 예비역 육군 대령으로 예편하였다.

### 연구, 평론 활동

#### 연구, 사회단체 활동
1987년 미국 국방성에 연구원으로 6개월간 근무하다가 1987년부터 1989년까지 미국 해군대학원(NPS, Naval Postgraduate School) 부교수를 역임했다. 1990년 1월 미군 해군대학원 부교수를 그만두고 귀국, 한국 국방연구원 책임연구위원이 되었다. 그해 한국사회발전연구소 소장이 되고 저서 "70만경영체 한국군 어디로 가야하나"를 집필하여 1991년 8월 김영사에서 출간하였다. 이어 《J의 사관 생활: 멋》, 《군축시대의 한국군 어떻게 달라져야 하나(상.하)》, 《신바람이냐 시스템이냐》, 《문민 IQ》 등의 저서를 집필하였다.
1993년 8월 6일 군사평론가협회 창립에 참여하고 부회장에 피선되었다. 1994년 7월에는 계간잡지 군사논단의 출간에 참여하였다. 1993년 7월부터 11월에는 세계일보에 율곡 사업의 문제점을 지적하는 논설을 발표하였다.
1994년 김대중, 김상현을 만났으나 뒤에 그들과 결별하였다. 1996년 사회발전시스템연구소 소장이 되고, 군사평론가협회 부회장직을 겸했다. 1998년 2월에는 말지 1998년 2월호에 지만원 박사가 기고한 "15조 국방비 30% 거품을 걷어내라"는 IMF 특집 기사에 율곡사업 관련 비평을 했다가 2월 10일 전 방위실장 이청남, 중령 나승수 등으로부터 말지 편집부장인 최진섭 등과 함께 서울지방법원에 고소장을 냈지만 1999년 9월 30일의 1심과 11월 7일의 2심 판사로부터 무죄를 선고했다.
1998년 7월 2일부터 1999년 10월까지 서울특별시 시정개혁 자문위원,  1998년 11월 1일부터 1999년10월 30일까지 국가안보정책연구소 자문위원과 국정원 자문위원 등을 역임했다. 1999년 12월 10일에는 군사평론가협회와 베트남전우회(회장 채명신) 공동주최로 은행연합회회관에서 “한국군의 베트남참전 재조명” 주제로 주관한 학술 세미나에 발제자로 참여하였다.

#### 국민의정부, 참여정부 비판 활동
1999년 2월에는 한겨레 21의 베트남 전쟁에 대한 "미군보다 잔인했던 용병"이라는 기사를 발표하자 이를 논박하면서, 일부의 언론과 잡지에 칼럼을 기고했다. 1999년 9월 인하대학교 교수와 경희대학교 겸임교수에 임용되었다. 그 후에는 김대중 정부와 노무현 정부를 비판하는 글과 칼럼을 게시하면서 조갑제, 서정갑, 박홍 등과 함께 진보적 네티즌들로부터 공격당하였다.
2000년대 초에는 5·18 광주 민주화 운동에 북한 인민군의 특수부대가 침투하였다는 견해를 비롯하여 5·18 광주 민주화 운동이 민주화 운동인가 여부에 대해 의혹을 제기하여 논란이 되었고, 5.18 기념재단과 관련 단체들에게 소송을 당했다.
2001년 5월에는 당시 국방부 장관과 국회 국방분과위원장 천용택 등의 간호사관학교 폐지론에 적극 반대하여 간호사관학교 폐지를 무산시켰다. 2002년에는 5·18 광주 민주화 운동 비판을 이유로 5.18 관련 단체들로부터 광주지검에 기소됐다.
2005년 5월, 경인방송 출연 대담에서 만약 전쟁이 발생한다면 "5, 6월에 전쟁이 날 확률이 90% 이상이라고 본다"라고 주장하였다.

#### 대선 예비후보 출마
2007년 시스템미래당을 창당하여 대표를 하고, 같은 해에 17대 대선 대통령예비후보 출마를 선언했다. 사회발전시스템연구소 소장, 군사평론가, 시스템클럽 대표, 2011년 9월, 대한민국대청소 오백만야전군 단체를 창설, 의장에 재직 중이며, 칼럼과 광고 발표, 토론회 패널 참여 등도 하고 있다.

### 이명박 정부 이후
2009년 12월 11일 한국군의 아프가니스탄 파병에 관련해 소규모를 보내면 탈레반의 공격목표가 되어 위험하므로 1개 사단의 병력을 보내야 한다고 주장하며 이명박 정부를 비판했다.

## 범죄전력
기고문을 통해 자신에게 70건 가량의 전과가 있다 주장했으며, 징역형이 3건이고 나머지는 벌금형이라 밝혔다.

### 이명박 관련 허위사실 유포
한나라당의 대통령 후보자였던 이명박의 아버지가 자서전과 달리 쌍놈이며 친어머니가 일본인이고 이상득과는 배다른 형제라는 의혹 및 병역기피 의혹을 제기했다가 피소되어 1심에서는 징역 8월의 실형, 2심에서는 같은 형량에 집유2년을 선고받았다.

### 김대중 관련 허위사실 유포
2013년 1월 29일, '김대중 전 대통령이 김일성과 짜고 북한 특수군을 광주로 보내 광주시민이 학살당했다'는 주장으로 김대중 전 대통령에 대한 명예훼손으로 재판에 넘겨진 지만원에 유죄판결을 내려졌다. 재판부는 "북한과 모의해 5·18광주시민학살을 저지른 사실이 없는데도 믿을 만한 객관적 근거 없이 추측으로 허위사실을 적시해 그의 명예를 크게 손상시켰다"고 밝혔다.

## 논란

### 일제시대 발언
- 2005년 3월 8일, 노컷뉴스와의 인터뷰〈"조선이 먹힐 짓 해서 일본에 먹힌 것 아닌가"〉[16]에서 〈한승조 前 고려대학교 정치외교학 명예교수의 발언]〉[17]에 동조하는 입장을 밝혀 비난 여론이 일어나기도 했다.
- 2005년 3월 10일, 지만원과 진중권은 CBS TV(스카이라이프 162번, 지역 케이블) 시사프로그램 'CBS 저널' 녹화방송을 통해 1시간 20여분 동안 '친일 비판자는 좌익?’이라는 주제를 놓고 서로의 주장을 펼쳤다. 지만원은 "미국이 일본에 원자탄 쏴서 일본이 항복하니까 해방이 된 것이지 만약 러시아에 먹혔다면 일본이 항복해도 한국은 러시아로부터 독립 못했다"며 "그것이 천만다행인 거지 한 교수님을 그렇게 매도할 일이 아니다"고 말했다. 또 "한 교수의 글 제목 자체가 한일관계의 새로운 지평을 열자는 거다"며 "100년 전에 있었던 과거의 불행한 역사를 부추겨서 반일감정을 가지면 국익에 무슨 도움이 되겠느냐"면서 "배울 부분이 매우 많은 글"이라고 덧붙였다. 이에 대해 진중권은 "한 교수님 논문 전문이 지금 인터넷에 떠돌아 다니고 있다"며 "한 교수가 러시아를 지적한 것은 일본 우익들이 러일전쟁 승리의 추억을 갖고 있는 것을 드러낸 것"이라며 "이는 일본이 아시아를 구원했다는 대동아 공영권의 ㅡ근거로 사용한 일본 파시스트의 생각"이라고 맞받아쳤다. 또 "미국이 일본에 원자폭탄을 터트리지 않았으면 항복을 늦게 했을 테고 전쟁이 본토로 확대되고 오키나와에서처럼 일본인 수천 명 사망했을 것"이라며 그렇다면 "원자폭탄은 일본 국민의 축복이며 원자 복탄이라고 해야 하나?"고 말했다. 정리멘트에서 지만원은 "그 분(한승조)이 이번에 아주 훌륭한 일 했다고 생각한다"고 말했다.[18]
- 조선일보와 동아일보 측은 지만원이 한승조 교수를 위한 해명의 광고문을 실으려 하자 ‘일본의 독도 망동’으로 반일 감정이 극에 달해 있는 상황에서 친일 발언을 옹호하는 광고를 싣는 것은 문제가 있다고 판단, 광고 게재를 거절했다.[19]

### 일본군 위안부 관련 발언
- 지만원은 자신의 홈페이지에 '위안부 문제를 해부한다(상)'라는 제목의 글에서 "위안부 중 80% 몸팔아 생계유지 창녀"라는 발언으로 논란을 일으켰다. '수요시위 참가하는 할머니들의 건강과 혈색이 너무 좋아보인다.'고 이유를 들면서 '가짜 위안부가 아니냐?'면서 의혹을 제기했다. 그는 위안부를 `일본군 위안부'와 `종군 위안부', `정신대'로 구분한 뒤 "진짜 피해를 본 `일본군 위안부'는 전체 20% 정도이며 어려운 형편에 스스로 성을 판 종군 위안부가 80%쯤 된다더라"고 썼다.[20]
- '위안부 문제를 해부한다(하)'에서는 '위안부'라는 개념에 대해 그는 "일본군에게 강제로 끌려가 성을 빼앗겼거나, 스스로 성을 팔았던 어린 여성들"로 정의하고 "성을 강제로 빼앗긴 여성들은 주로 미처 시집을 가지 않고 있다가 끌려간 여성들이고, 성을 판 여성들은 글자 그대로 ‘왜 색시’였다"라고 말했다. 지만원은 가짜와 진짜 위안부를 구별하는 방법에 대해 "진짜 위안부 할머니들은 창피하다며 숨어서 산다 한다"면서 언론에 모습을 비치는 위안부 할머니들을 모두 '가짜'라는 입장을 밝혔다. 한편 "내가 진실의 일단을 폭로하자 언론들이 떼거지로 지만원 죽이기에 또 나섰다"고 주장하기도 했다.[21]
- 지만원은 “대한민국이 부끄럽다. 위안부 놀음, 이제는 접어라”라며 “정신대문제대책협의회와 나눔의 집이 몇명 안 되는 할머니들을 앵벌이로 삼아 국제 망신을 시키고 다닌다”, “일당 3만원을 받는 가짜일 수 있다”는 발언을 해서 논란이 일기도 했다.[22][23]

### 문근영 가족 관련
- 2008년 11월 14일, 자신의 홈페이지에 <기부천사 좌익세력의 작전인가?>란 글을 통해 연예인 문근영씨의 사회기부활동을 일부 특정세력에서 외조부 류낙진의 빨치산 행적과 연관시킨다고 비판했다.[24] 그는 그해 4월 YTN과 MBC 등에 문근영의 선행을 칭찬하던 기자와 앵커들이 문근영의 외조부 류낙진을 언급한 것을 문제삼았다.
- 2008년 11월 18일, 진중권은 포문을 열고, 언론에 "70년대 반공 초등학생이 쓴 글 같다[25]"고 비난했다.
- 논란의 와중에 진중권으로부터 비난을 받게 되자 지만원은 명예훼손으로 그를 법원에 고소했지만,[26][27] 지만원은 1심과, 항소심에서도 패소했다. 법원은 "진씨의 발언을 허위사실 적시로 보기 힘들다"며 "일부 표현에서 인격모독 가능성이 있다고 해도 발언 경위 등을 감안할 때 풍자와 해학의 측면이 있다"고 판결했다.[28]
- 2010년 6월 1일, 지만원이 ‘문근영은 빨치산의 손녀’라고 쓴 자신을 비방한 진보 성향의 진중권씨를 상대로 낸 손해배상 청구 소송 항소심에서 패소했다. 재판부는 “진씨의 글을 허위사실로 보기 어렵고, 지씨가 일부 표현에서 인격모독을 느낄 가능성이 있다고 해도 진씨의 발언 경위 등을 감안할 때 풍자와 해학의 측면이 강하다”며 피고의 손을 들어줬다.[29]
- 2010년 11월 12일, 지만원이 진중권을 상대로 낸 손해배상 청구소송에서 대법원은 원고 패소 판결한 원심을 확정했다.[30]
- 2009년 3월 7일, 검찰은 고소를 기각, 진중권은 7일 진보신당 홈페이지에 띄운 글을 통해 “서울중앙지방검찰청에서 편지를 받았습니다. 1. 정보통신망 (명예훼손) --- 혐의 없음, 2. 명예훼손--- 혐의 없음, 3. 모욕--- 죄가 안 됨, 이런 내용입니다”라고 밝혔다.[31]
- 2009년 4월 17일 서울남부지법 민사15부(재판장 김성곤 부장판사)는 지만원 씨가 “내 발언을 왜곡해 보도했다”며 SBS를 상대로 제기한 손해배상 청구소송에서 원고 패소 판결했다고 밝혔다.[32]
- 2009년 5월 13일, 지만원의 발언과 관련하여 ‘지만원 박사가 국민 회초리 맞은 이유-지만원박사 대오각성 건강한 보수로 거듭나야’라는 제목으로 보도한 브레이크뉴스의 김환태 논설 위원과 화해하였다. 여기서 지만원은 사실 관계를 오해한 것을 바로잡은 것이라고 밝혔다.[33]
- 2009년 10월 17일, 언론사들을 상대로 낸 소송에서 지만원은 일부 승소 판결했다. 재판부는 사회통념상 참을 수 있는 정도를 넘어 지씨에 대한 사회적 평가를 저해하는 모욕행위라며 지씨를 비난한 기자들에게 200만원의 배상책임을 물었다.[34]
- 2009년 11월 3일, "지만원은 만원이나 냈나?" 라고 비난했던 블로거 임모씨를 상대로 낸 소송에서 승소했다. 재판부는 "지씨의 글이 문근영 개인의 명예를 훼손했다고 볼 수 없음에도 이를 고의로 혹은 부주의 때문에 제대로 파악하지 않고 함부로 비판했다"고 지적했다.[35]

### 4·19 민주혁명 폄하 및 왜곡 관련
- 지만원은 4·19 폭동 참가자에 대해 "시위 한번 한 것 가지고 무얼 그리 나대는가? 제일 하기 쉬운 게 혈기를 가지고 시위장에 나가는 것이 아니겠는가? 솔직히 젊은 혈기에 시위에 나서서 돌을 던지고 고함을 치는 일은 누구나 할 수 있다."고 비판하면서, 3.15 부정선거에 대해 "부정선거도 시대의 산물이다. 부정선거는 지금도 있을 수 있다."고 평가했다.[36]
- 지만원은 4.19 학생 시위를 직접 지도했다고 증언한 사람이 두 사람이나 된다면서 한 사람은 이석이고, 한 사람은 김용규라고 주장했다.[37][38]
- 지만원은 모두 북한이 만들어준 전략과 전술에 기초하였다면서 3.15부정선거에 대한 불만을 4.19폭력시위로 점화시킨 자들은 3.15부정선거에 대한 국민적 불만을 대규모 시위로 점화시킨 존재가 바로 간첩 이석이 이끄는 간첩부대였고 한다. 10월 대구폭동에 참가한 이석은 서울에 있으면서 학생시위를 지도했다고 주장했다.
- 지만원은 "최루탄은 곡사포처럼 공중으로 쏘지 사람의 얼굴을 조준하여 직사포처럼 쏘지 않는다. 그런데 김주열군의 눈퉁이에는 최루탄이 아주 깊이 박혀 바다 속에서 오랜 동안 파도에 부딪히면서도 빠져 나오지 않았다."면서 과학적으로 이해하기 어려운 대목이라고 했다.[36]

### 5.18 광주 민주화 운동 왜곡 폄하 및 허위 사실 유포 관련
- 2002년 8월 16·17일 잇따라 동아일보와 문화일보에 "대국민 경계령! 좌익세력 최후의 발악이 시작됩니다"는 제목의 광고를 냈다. "쌀, 마늘사건 등으로 농민을 분노케 해놓고, 거기에 노동세력, 홍위세력 등 좌익들이 불을 댕기면 광주사태의 확대판이 나올 수 있다. 광주사태는 소수의 좌익과 북한에서 파견한 특수부대원들이 순수한 군중들을 선동하여 일으킨 폭동이었다. 소요사태를 일으켜놓고 계엄령을 선포할 수 있다. 그렇게 되면 선거도 없고, 우익들이 잡혀가고, 김정일이 무혈로 서울을 장악하는 사태가 올 수 있다." 이란 내용의 광고로 논란을 일으켰다.[39] 같은해 12월 목포과학대 사회복지학과 교수 이동춘 등으로부터 피소당했다.[40]
- 지만원은 ‘명예훼손’ 등의 혐의로 검찰에 구속된 뒤 2003년 1월 1심에서 징역 10월에 집행유예 2년 판결을 받았다.[41]
- 2003년 8월 오마이뉴스는 '지만원과 늑대'라는 제목으로 지만원의 광고를 비판하는 기사를 썼다. 이후 지만원은 오마이뉴스의 기사 때문에 명예가 훼손됐다며 오마이뉴스를 상대로 낸 소송에서 패소했다. 재판부는 판결문에서 "인터넷 기사에는 다소 자극적이고 과장된 표현이 있지만 당초 지씨의 신문 광고가 5.18민주화운동을 `소수의 좌익이 북의 사주를 받아 일으킨 폭동'이라고 본질을 왜곡한 이상 그런 심한 비난과 반발을 유발했다고 봐야 한다"고 밝혔다.[41][42]
- 2008년 5월 5.18 관련단체들은 그와 전사모(전두환 전 대통령을 사랑하는 모임), 역사학도 등에 대한 법적 대응절차를 거쳐[43] 고소한 바 있다.[44][45] 기타 지만원의 시스템클럽의 논객도 이와 유사한 주장을 하고 있다.[46]
- 2011년 5월 5·18 민주화운동 기록물의 유네스코 기록 유산 등재가 최종 심사 결과만을 남겨 두었을 때 지만원은 5·18이 북한군의 학살이라고 주장하면서 유네스코 본부에 반대 청원서를 제출했다.[47] 하지만 유네스코 세계기록유산 국제자문위원회는 당연하게도 지만원의 주장을 받아들이지 않고, 만장일치로 5·18 기록물을 유네스코 세계기록유산에 등재했다.[48] 알다시피 5.18 민주화운동은 역사적으로 증명된, 그리고 역사적으로 중요한 대한민국의 역사임이 틀림없기 때문에(당연히 지만원 같은 역사 왜곡자는 폭동이라고 거짓주장하지만) 유네스코가 지만원 같은 역사왜곡자의 주장을 받아들일 리 만무하다.

- 2012년 12월 27일, 대법원은 5.18 민주유공자가 "5.18은 김대중이 일으킨 내란"이라고 주장한 지만원을 고소한 사건에 대해 "특정인을 지칭하지 않아 집단표시에 의한 명예훼손으로 보기 어렵다"고 판결내렸다. 재판부는 "5.18 민주화운동은 법적 및 역사적 평가가 확립된 상태여서 지만원의 게시글을 통하여 5.18민주유공자나 참가자들에 대한 기존의 사회적 평가가 근본적으로 바뀔 수 있다고 보기 어렵다"면서 "지씨가 특정인을 지칭하지 않아 집단표시에 의한 명예훼손으로 보기 어렵다"고 판시했다. '김대중이 일으킨 내란'은 신군부 수장이자 29만원밖에 없다던 그 전두환 및 그 추종세력들이 자신의 독재 권력 유지를 위해 선동한 주장일 뿐이며 최종적으로 내란이 아니라고 법적으로, 역사적으로 결론이 지어졌다. 또한 집단표시에 의한 명예훼손이 법적으로 아닐 뿐, 5.18 민주화운동의 역사를 부정하고 폄훼한 것은 사실이다[49][50]
- 2016년 5월에 5.18 민주화 운동을 비방했다는 관련 혐의로 기소되었다. 그리고 법원에서 5.18 민주화 운동과 관련된 유족들에게 거센 항의를 받았다.[51]
- 지만원은 광주 민주화 운동 당시 강릉지역 무장공비 침투사건의 북한군 책임자였던 김동원 대좌가 위관급 군관 시절 광주로 파견와서 광주 시민들을 선동해서 폭동을 일으켰으며 그 공로로 공화국영웅을 수여했다고 주장했다.[52] 그러나 김동원은 1980년 첫 공화국영웅을 수여한 것은 맞으나 공화국영웅을 수여한 날짜가 3월 28일이므로 광주 사태의 공훈으로 공화국영웅을 수여했다고 볼 수 없다.

### 전현직 대통령 관련
- 2006년 지만원은 시스템 미래당 대표로 재직하던 중에 이명박 당시 대선후보가 병역면제를 위해 횟가루를 마셨으며, 모친이 일본인이고 형인 이상득과는 이복형제라는 주장을 하여 2007년 1심에서 실형을, 항소심에서 집행유예를 선고받았다. 이로 인해 2007년 대한민국 대선과 2008년 대한민국 총선에 출마하지 못했다. 또한 지만원은 이명박에 대한  주장 수사 도중 홈페이지 서버 압수수색 당시 과잉수사를 받았다며 국가를 상대로 1억 5000만원의 손해배상 청구 소송을 냈으나 패소했다.[53]
- 2009년 5월 26일 지만원은 자신의 홈페이지에서 "인내에 한계를 느낀다"라는 제목으로 "노무현은 파렴치한 범죄를 저질렀다. 거기에 더해 노무현 자신도, 부인도, 식구들도 상식적으로는 도저히 이해될 수 없는 조소받는 거짓말을 했다"면서 "패가망신의 도피처로 자살을 택한 것"이라고 비난하였다. 이어 "사회 전체가 미쳐 돌아가고 있다. 운명을 다한 노사모들이 시체를 가지고 유세를 부리며 단말마적 행패를 부리는 것도 못 봐주겠다"며 "무대 뒤로 사라졌던 역대 빨갱이들이 줄줄이 나와 마치 영웅이나 된 것처럼 까불어대는 모습도, 감옥에 있던 노무현 졸개들이 줄줄이 기어 나와 얼굴을 반짝 들고 설쳐대는 모습도 참으로 꼴불견들"이라고 말했다.[54]

### 동아일보 백지광고 사태 관련
- 2008년 11월 20일 동아일보는 "지만원 씨는 문근영 씨를 다룬 두 개의 글에서 “동아일보 광고 해약사태는 간첩들이 중앙정보부를 사칭해 벌인 사건”이라는 황당무계한 주장을 하고 있다. 엄혹했던 그 시절 간첩들이 광고주들을 서울 한복판(서빙고동) 아지트로 차례로 납치한 뒤 고문해 동아일보 광고를 해약하도록 했는데 억울하게 중앙정보부가 뒤집어썼다는 것이다. 정상이라고 보기 힘든 상황 인식이다."라고 비판하는 기사를 실었다.[55] 진실화해를위한과거사정리위원회에 의해, 동아일보 백지광고 사태는 중앙정보부의 광고주 압박으로 일어난 사건이었음이 밝혀졌다. 과거사정리위원회의 조사결과에 따르면 1974년 12월 중앙정보부는 광고주들에게 강제로 서약서를 쓰게 하는 방법으로, 박정희 정부에 비판적인 동아일보에 광고를 싣지 못하게 했다.[56]

### 김구 관련
- 지만원은 시국진단 8월호 및 방송 인터뷰에서 "김구는 따지자면 현대판 테러리스트 오사마 빈 라덴이나 사실상 마찬가지다"라고 말했다. 지만원은 좌익들이 이승만을 깎아내리고 김구를 추켜세운다면서 대한민국의 정통성을 김구 - 김대중으로 연결시키고 장준하를 과대 포장하고 이승만 - 박정희를 부정하려는 음모라고 주장했다.[57]

### 세월호 관련
- 2014년 4월 21일 지만원이 운영하는 시스템클럽과 트위터에 "세월호가 잘 기획된 음모"(음모론)라며 "좌익 진영이 대규모 폭동을 획책할 모양"(진영논리)이고, '시체장사'(고인 모독)란 표현으로 간접적으로 경고했다. 또 "대통령은 제2의 5·18 폭동(5.18에 대한 왜곡 발언)에 대비해야 한다"이라고 주장했다.[58][59][60] => 음모론 + 진영논리 + 고인 모독 + 5.18민주화운동에 대한 왜곡 발언 등 망언 4종 세트를 만들어 낸 것이나 마찬가지이다.
- 지만원은 정몽준의 아들 정예선이 인터넷 상에 올린 발언-세월호 사건과 관련하여 우리나라 국민들이 미개하다고 인터넷에 올린 발언-이 문제가 되자 이를 옹호하고 나섰다.[61]

이러한 지씨의 여러 주장들은 시간이 흐를 수록 허위로 밝혀질 가능성이 높으며 역사 관련 주장들 역시 교과서이 수록될 일도 주류 사학계로 부터 수용될 일도 절대 일어날 일 없을 것이며
정치 관련 주장 역시 극소수 비이성적 집단 외에는 어느 정치 세력으로부터도 수용되는 일이 없을 것이다.

## 저서
- 70만 경영체 한국군 어디로 가야하나(1990, 김영사)[62]
- 군축시대의 한국군 어떻게 달라져야 하나? 상.하(1991, 진원출판사)[63]
- J의 사관 생활: 멋(1992, 진원출판사)[64]
- 신바람이냐 시스템이냐(1993, 현암사)[65]
- 문민 IQ(1994, 경문사)[66]
- 북한의 핵을 읽어라(1994, 일본어판, 일본 삼일서적)[67]
- One Korea?(1994, 미국 후버연구소 공저)[68]
- 싱크로경영(1994, 생산성본부)[69]
- 통일의 지름길은 영구분단이다(1996, 도서출판 자작나무)[70]
- 추락에서 도약으로 -시스템요법-(1997, 도서출판 석필)[71]
- 국가개조 35제(1998, 21세기북스)[72]
- 시스템을 통한 미래경영(1998, 현암사)[73]
- 햇볕정책의 허실(1999, 일본 비지네스 출판사)
- 북한을 영구분단시키자(1999, 일본 덕간서적)[74]
- 한국호의 침몰(2000, 현암사)[75]
- 수사기록으로 본 12.12와 5.18 (2008, 도서출판 시스템)[76]
- 뚝섬무지개 (2009, 도서출판 시스템)[77]
- 시스템경영 (2009, 도서출판 시스템)[78]
- 솔로몬 앞에 선 5.18 (2010, 도서출판 시스템)[79]
- 제주 4.3 반란 사건 (2011, 도서출판 시스템)[80]
- 조선과 일본 (2019, 도서출판 시스템)

## 상훈
- 1971년 인헌무공훈장(무공 월남전 파병전공)

## 학력
- 1966년 육군사관학교 22기 학사
- 1967년 육군공병학교 졸업
- 1968년 육군보병학교 졸업
- 1969년 미국 미주리 군사종합학원 졸업
- 1970년 미국 버지니아 군사종합학원 졸업
- 1972년 육군대학 전략정보과정 1년 수료
- 1975년 미국 해군대학원(NPS) 행정과학석사
- 1980년 미국 해군대학원 이학박사

## 가족 관계
- 부인 : 최현숙
  - 아들 : 1남
  - 딸 : 1녀

## 같이 보기
- 사자명예훼손죄
- 5·18 광주 민주화 운동

## 참고 자료
- 대한민국 국방부 군사편찬연구소, 《증언을 통해 본 베트남 전쟁과 한국군:3,청룡부대 전쟁의 평가 및 교훈 통계 및 참고자료》 (국방부 군사편찬연구소, 2003)